# Stowarzyszenie Duchowieństwa Katolickiego Pacem in Terris
Stowarzyszenie Duchowieństwa Katolickiego Pacem in Terris, SKD-PIT (cz. Sdružení katolických duchovních Pacem in terris, SKD-PIT) – czechosłowackie stowarzyszenie duchowieństwa katolickiego współpracujące z reżimem komunistycznym w Czechosłowacji w latach 1971–1989, zainicjowane i wspierane przez władze komunistyczne. Była to kontynuacja Ruchu Pokojowego Duchowieństwa Katolickiego (1951–1968), a jego nazwa pochodzi od słynnej encykliki papieża Jana XXIII, Pacem in terris.
Stowarzyszenie zostało utworzone w 1971 roku w celu poszukiwania "pokoju na świecie i przyjaźni między narodami".  Jego pierwszym czeskim przewodniczącym był bp Josef Vrana (1971–1973). 
W rzeczywistości jednak stowarzyszenie działało pod patronatem reżimu komunistycznego i jego rzeczywisty cel polegał na kontroli i szpiegowaniu duchowieństwa, żeby wpływać na życie kościoła. Arcybiskup Pragi František Tomášek zakazał kapłanom przynależności do tego stowarzyszenia. Wpływ stowarzyszenia ulegał osłabieniu w dekadzie lat 90 i zostało rozwiązane w grudniu 1989 roku.